# Wiesenmühle (Teuschnitz)
Wiesenmühle ist ein Gemeindeteil der Stadt Teuschnitz im Landkreis Kronach (Oberfranken, Bayern).

## Geographie
Die Einöde liegt an der Teuschnitz am Fuße des Galgenberges (626 m ü. NHN, 0,8 km südöstlich). Eine Gemeindeverbindungsstraße führt zur Staatsstraße 2198 bei Teuschnitz (0,3 km nordwestlich) bzw. nach Wickendorf (1,2 km südlich).

## Geschichte
Wiesenmühle gehörte zur Realgemeinde Teuschnitz. Das Hochgericht übte das bambergische Centamt Teuschnitz aus. Die Grundherrschaft über die Mahl- und Schneidmühle hatte das Kastenamt Teuschnitz inne.
Mit dem Gemeindeedikt wurde Wiesenmühle dem 1808 gebildeten Steuerdistrikt und Munizipalgemeinde Teuschnitz zugewiesen.

### Einwohnerentwicklung
| Jahr      | 001818 | 001861 | 001871 | 001885 | 001900 | 001925 | 001950 | 001961 | 001970 | 001987 |
| Einwohner | *      | 7      | 6      | 8      | 7      | 7      | 3      | 5      | 7      | 7      |
| Häuser    | *      |        |        | 1      | 1      | 1      | 1      | 1      |        | 1      |
| Quelle    | [ 5 ]  | [ 7 ]  | [ 8 ]  | [ 9 ]  | [ 10 ] | [ 11 ] | [ 12 ] | [ 13 ] | [ 14 ] | [ 1 ]  |

## Religion
Die Katholiken sind nach Mariä Himmelfahrt (Teuschnitz) gepfarrt.